# 방패회
방패회(일본어: 楯の会 다테노카이[*])는 일본의 작가 미시마 유키오가 간접침략에 대비하기 위한 민간방위조직으로서 세운 조직이다. 전신 조직명은 조국방위대(祖国防衛隊)로 그 강령초안에는 일본의 문화와 전통을 '검'으로써 사수코자 뜻 있는 시민들이 전사(戦士)공동체로서 조직했다고 씌어 있다.
전신되는 '조국방위대'는 기간산업의 기업구성원 1만인 규모의 민간방위조직을 목표로 삼아 그 조직의 간부가 될 민간장교단 '중핵체(中核体)'를 100명 양성하고 있었으나 방위대 구상의 궤도수정으로 인하여 그 '중핵체'의 대원이 그대로 '방패회'의 구성원으로 옮아갔다. 회원자격은 한 달 이상 자위대에 체험입대하여 군사훈련을 탈락하지 않고 종료한 자로, 대부분 민족파 학생을 중심으로 구성되어 10인 이하 1단위의 '반(班)'원으로서 활동하였다.
'방패회'라는 명칭은 만엽집 방인가의 "오늘부터는 뒤돌아봄없이 임금의 미천한 방패로서 나서는 나는(今日よりは 顧みなくて 大君の 醜の御楯と 出で立つ吾は)" 및 에도 말기의 가인 다치바나 오케미의 "임금의 미천한 방패라 함은 앞장서서 나아가는 자를 말함이라(大皇の 醜の御楯と いふ物は 如此る物ぞと 進め真前に)"의 두 수에서 유래한다.